# Phalacrostemma lechapti
Phalacrostemma lechapti är en ringmaskart som beskrevs av Kirtley 1994. Phalacrostemma lechapti ingår i släktet Phalacrostemma och familjen Sabellariidae. Inga underarter finns listade i Catalogue of Life.